# 顧約拿單
顧約拿單（1859年—1936年），又译古約翰，原名喬納森·戈福思（Jonathan Goforth），生於安大略省的加拿大籍傳教士，1888年來中國。

## 生平
顧約拿單(1859年2月10日-1936年10月8日)出生於加拿大安大略省牛津郡，家裡有11名小孩，他排行第7。在他年紀還很小的時候，其母親就常朗讀聖經詩篇。十歲左右時便相當重視信仰的靈性成長，對於靈魂得救等問題也在其心中逐漸發芽。 
顧約拿單在少年時期曾立志未來要成為影響政壇的政治家或律師，甚至常在自家後院高聲演講以及參與許多政治性的聚會。在他十七歲信主後便踏上事奉主的道路，熱心的他時常往返在街頭上發福音單張，或是在教會中的主日學教導。後來當有一次讀到羅伯特（Robert M'Cheyne）的回憶錄後，便也想要像羅伯特為猶太人的靈魂得救而奉獻自己時，便也決定要為主奉獻自己的一生。
一開始，顧約拿單還並未有去到海外宣教的想法，直到有一次聽見從海外宣教士—馬偕醫生的講道呼召，進而感覺到神放在他心中的感動，強烈呼召他去到中國宣教。因此顧約拿單進入了諾克斯神學院開始接受裝備。雖然剛開始入學時，仍會遭遇同學們的戲弄與欺凌，但卻在這樣的過程中經歷神的恩典與愛。專心愛主、渴望宣教的顧約拿單也感動了所有的同學，甚至在日後要前往中國宣教時，受到神學院全體同學的禱告、鼓勵與奉獻支持。

他在1887年於多倫多大學畢業，並在 1915年取得諾克斯神學院（Knox College）神學博士學位。在接受培訓期間，顧約拿單一面讀書，一面持續在城市內的貧民窟和監獄中佈道。並在多倫多的宣教團契裡遇見自己未來的妻子—羅莎琳德·貝爾·史密斯（Rosalind）。她是一位出生於英國倫敦， 在加拿大的魁北克蒙特婁長大的姐妹，在認識顧約拿單以前，就從立定未來要嫁給一位以主旨意為重的丈夫。他們於1887年10月25日結婚，也就是顧約拿單在諾克斯學院就讀的最後一年。隔年2月4日，顧約拿單夫婦便被派往中國豫北宣教。他們所面臨的福音事工相當艱難，育有的 11 位孩子中有 5 位在中國因病夭折。

## 影響
顧約拿單首先到達山東省煙台，在那裡住了九個月學中國話，之後，第一個固定工場是河南。戴德生那時已經是很多宣教士的一個領袖，很多西方宣教士專重他。所以戴德生就勉励這個新來的宣教士說“你要以膝盖來代步”（Go forward on your knees）意思就是說你如果要进入到中國内地，你一定要靠着祷告來求神引导带领你，不要想說你用脚和飞跑的腿可以跑得很快很远想要为神做什么。
顧約拿單經常巡迴佈道，最後選了河南彰德為固定住所，安頓之後，顧約拿單夫婦採用了「開放家居」佈道法，讓百姓進入他們的家參觀，並向他們傳福音。百姓由於對外國人的家居感到好奇，都絡繹不絕遊覽一下西人的平房。一天之內參觀人數曾超過二千人，頭五個月就有二萬五千人在他們的家聽過福音，在1894年至1899年間，數以千計的人藉此而信了主。
聽到英國傳來威爾斯大復興的消息後，他開始花更多時間禱告讀經，尋求復興，並且讀了美國奮興家芬尼（Charles Finney）的書，追求復興的屬靈定律。1907年，他去了朝鮮一趟，碰上了平壤大復興，回程時經過東北，向當地教會報導朝鮮所見所聞。1908年 顾约拿单在东北带领了教会的大复兴。主题主要是用圣经的撒迦利亚书四章六节“不是依靠势力，不是依靠才能，乃是靠神的灵方能成事”。他当时主要就是不断地传讲这个信息。当时的东北大复兴的时候，有几千人受洗。

## 逝世
1930年初，他回到加拿大，發現右眼視網膜脫落，雖施手術仍無法醫治，因此右眼完全失明。在住院四個月休養期間，他口述在中國宣教的回憶錄，由護士筆錄，再交給羅瑟琳整理成書，取名《在中國的神跡》（Miracles Lives of China）。休養完畢，他又回到中國。1933年，他僅存的左眼亦失明，但仍在台上講道，令聽眾大受感動，多人信主得救。由於羅瑟琳健康日差，他倆於1934年12月返回加拿大定居。
在北美兩年，顧約拿單去過加拿大和美國許多地方主領聚會，有教會接納他，也有些批評他過於情緒化。1936年10月7日，他在北卡羅來納州的一場特會講道，題目是「聖靈之火如何焰遍韓國」。因為在1907年的韓國大復興使他目睹了激勵人心的聖靈工作。這一晚他很晚才回到兒子位於安大略省華萊士堡的家中就寢。次日早上當妻子來到他身旁想要喚醒他時，發現顧約拿單已在睡夢中平靜安祥的回到天家了，在世寄居77載。之後顧約拿單葬禮在多倫多的諾克斯教堂舉行，並安葬在同城的芒特普萊森特公墓。